# Forest McNeir
Forest Waldemar McNeir (* 16. August 1875 in Washington, D.C.; † 9. Mai 1957 in Houston) war ein US-amerikanischer Sportschütze.

## Erfolge
Forest McNeir, der für den Houston Gun Club aktiv war, nahm an den Olympischen Spielen 1920 in Antwerpen im Trap teil. Den Mannschaftswettbewerb schloss er mit der US-amerikanischen Mannschaft auf dem ersten Rang ab, mit 547 Punkten hatten die US-Amerikaner 44 Punkte Vorsprung auf die zweitplatzierten Belgier. Neben McNeir gehörten noch Mark Arie, Horace Bonser, Frank Troeh, Frank Wright und Jay Clark zum Team.
McNeir war national ein äußerst erfolgreicher Schütze, trotz teils physischer Probleme. 1910 wurde er, als er einem Feuerwehrmann das Leben rettete, selbst schwer verwundet. 1936 verunglückte er in seiner Tätigkeit als Bauunternehmer, als er aus einer Höhe auf die Erde fiel, die dem dritten Stockwerk entsprach. Bei dem Unfall wurde seine linke Hand zertrümmert – sämtliche Handgelenksknochen waren gebrochen –, was eine größere Operation erforderlich machte.